# Resolución 626 del Consejo de Seguridad de las Naciones Unidas
La resolución 626 del Consejo de Seguridad de las Naciones Unidas, adoptada por unanimidad el 20 de diciembre de 1988, tras tomar nota de un acuerdo entre Angola y Cuba relativo a la retirada de las tropas cubanas de Angola y examinar un informe del Secretario General, el Consejo hizo suyo el informe y estableció la Misión de Verificación de las Naciones Unidas en Angola I por un período de treinta y un meses.

## Historia
El Consejo decidió que la misión entraría en vigor una vez firmado el acuerdo tripartito entre Angola, Cuba y Sudáfrica, así como el acuerdo entre Angola y Cuba, y pidió al Secretario General que informara al Consejo inmediatamente después de la firma del acuerdo. El 22 de diciembre de 1988 se firmaron en la ciudad de Nueva York acuerdos bipartitos y tripartitos que ayudaron a allanar el camino para la independencia de Namibia y la retirada de 50.000 tropas cubanas de Angola.